# みやき町立三根中学校
みやき町立三根中学校（みやきちょうりつ みねちゅうがっこう）は、佐賀県三養基郡みやき町にある町立中学校。

## 概要
歴史
1963年（昭和38年）に当時の三根町立中学校2校（三根東・三根西）が統合の上開校。現校名になったのは2005年（平成17年）。2023年（令和5年）には統合60周年を迎えた。
校章
校名の「みね」の文字を図案化したものの上に、「中」の文字を組み合わせたデザインとなっている。
校歌
1967年（昭和42年）に制定。作詞は藤吉慈海（花園大学教授）、作曲は森脇憲三（福岡教育大学教授）による。歌詞は2番まであり、両番とも校名の「三根中学校」が歌詞中に登場する。
校区
- みやき町立三根東小学校区（大字 西島・坂口・天建寺）
- みやき町立三根西小学校区（大字 市武・寄人・東津）

## 沿革
旧・三根東中学校
- 1947年（昭和22年）4月1日  - 学制改革が行われる。
  - 南茂安村国民学校の初等科が、新制小学校「南茂安村立南茂安小学校」となる。
  - 南茂安村国民学校の高等科が青年学校の普通科とともに、新制中学校「南茂安村立南茂安中学校」となり、小学校に併設される。
- 1949年（昭和24年）12月23日 - 中学校校舎が完成。
- 1955年（昭和30年）4月1日 - 2村[2]合併により、「三根村立南茂安中学校」に改称。
- 1956年（昭和31年）4月1日 - 「三根村立三根東中学校」に改称。
- 1962年（昭和37年）5月1日 - 町制施行により、「三根町立三根東中学校」に改称。
- 1963年（昭和38年）3月31日 - 統合のため、閉校。ただし、中学校の統合校舎が完成するまでの間は「三根町立三根中学校 東校舎」として存続した。

旧・三根西中学校
- 1947年（昭和22年）4月1日  - 学制改革が行われる。
  - 三川村国民学校の初等科が、新制小学校「三川村立三川小学校」となる。
  - 三川村国民学校の高等科が青年学校の普通科とともに、新制中学校「三川村立三川中学校」となり、小学校に併設される。
- 1949年（昭和24年）5月29日 - 北校舎が完成。
- 1951年（昭和26年）5月19日 - 南校舎が完成。校旗を制定。
- 1953年（昭和28年）1月 - 特別教室（音楽室）が完成。
- 1954年（昭和29年）12月 - 特別教室（家事作法室）が完成。
- 1955年（昭和30年）4月1日 - 2村[2]合併により、「三根村立三川中学校」に改称。
- 1956年（昭和31年）4月1日 - 「三根村立三根西中学校」に改称。
- 1962年（昭和37年）5月1日 - 町制施行により、「三根町立三根西中学校」に改称。
- 1963年（昭和38年）3月31日 - 統合のため、閉校。ただし、中学校の統合校舎が完成するまでの間は「三根町立三根中学校 西校舎」として存続した。

統合・三根中学校
- 1963年（昭和38年）4月1日 - 三根町立中学校2校（三根東・三根西）を統合の上、「三根町立三根中学校」が開校。初代校長は大川伝次。
  - 統合校舎が完成するまでの間、旧三根東中校舎を「東校舎」、旧三根西中校舎を「西校舎」として使用を継続し、分散授業を実施。
- 1964年（昭和39年）11月20日 - 統合校舎本館が完成。3学期より全生徒を収容して授業を開始。
- 1966年（昭和41年）5月9日 - 特別教室棟（2棟）と体育館が完成。
- 1967年（昭和42年）12月21日 - 校歌を制定。
- 1969年（昭和44年）2月 - 学校給食を開始。
- 1987年（昭和62年）- 育友会をPTAに改称。
- 1992年（平成4年）- 体操服（ジャージ）を変更。
- 1993年（平成5年）9月 - パソコン室が完成。
- 1998年（平成10年）3月 - グラウンドを拡張。
- 2004年（平成16年）- 新制服へ移行。
- 2005年（平成17年）3月1日 - 3町[3]合併により、「みやき町立三根中学校」（現校名）に改称。
- 2007年（平成19年）2月 - 新体育館が完成。旧体育館を解体。
- 2009年（平成21年）1月 - 新校舎が完成。

## 交通
最寄りの鉄道駅
- JR九州 長崎本線 「吉野ヶ里公園駅」

最寄りのバス停留所
- 城島町よりみちバスインガット号A（下田・江上）線 「江見（郵便局前）」停留所

最寄りの幹線道路
- 国道264号・佐賀県道133号坊所城島線 「三根庁舎南」交差点

## 周辺
- みやき町役場三根庁舎（旧・三根町役場）
- みやき町三根体育館・三根運動場
- みやき町農村環境改善センター
- JAさがみね支所
- 江見郵便局
- 三根みどり保育園
- 認定こども園月影幼稚園
- 西念寺
- 光圓寺
- 切通川

## 参考資料
- 「三根町史」（1984年（昭和59年）3月, 三根町史編さん委員会・三根町）p.802～804, p.837～p.854